# هنریخ تالالیان
هنریخ سمیونی تالالیان (ارمنی: Հենրիխ Սեմյոնի Թալալյան؛  زادهٔ ۱۸ آوریل ۱۹۲۲ - درگذشته ۲۰ مهٔ ۱۹۷۲) نوازنده اهل ارمنستان بود. وی بین سال‌های - تا - میلادی فعالیت می‌کرد.

## زندگی‌نامه
وی در ۱۸ آوریل ۱۹۲۲ در ایروان به دنیا آمد و از کنسرواتوار دولتی چایکوفسکی مسکو (۱۹۴۸) فارغ‌التحصیل گشت. وی همچنین برنده جوایزی همچون هنرمند مردمی ارمنستان شوروی (۱۹۶۳) شد. وی در ۲۰ مهٔ ۱۹۷۲ در سن ۵۰ سالگی در مسکو درگذشت